# Бушфилд, Вера Кахалан
Ве́ра Ка́лахан Бу́шфилд (англ. Vera Calahan Bushfiled; 8 сентября 1889, Миллер, Южная Дакота, США — 16 апреля 1976, Форт-Коллинс, Колорадо, США) — американский политик, первая леди Южной Дакоты в 1939—1943 годах, сенатор США от Южной Дакоты с 6 октября по 26 декабря 1948 года. Она была назначена на пост сенатора в качестве замены её умершему мужу, до конца его срока. Во время своей короткой службы, она ни разу не посещала Капитолий: она осталась в своей родной Южной Дакоте, занимаясь работой оттуда.

## Биография

### Ранние годы
Вера Калахан родилась 8 сентября 1889 года в Миллере, Южная Дакота (в этом же году, Южная Дакота официально получила статус штата). Её родители, Морис Ф. Калахан и Мари Э. К. Калахан, были фермерами, недавно переехавшими из Айовы. Помимо Веры, они воспитывали двух её сестёр и брата.
В 1912 году окончила факультет отечественной науки Института Стаута в Меномини, штат Висконсин. Позже она училась в университете Дакоты Уэслиан и Миннесотском университете. 15 апреля 1912 года Вера Кахалан вышла замуж за Харлана Бушфилда, адвоката, родившегося и выросшего в Миллере. После замужества, Вера взяла себе вторую фамилию. У Бушфилдов было трое детей: Мэри, Джон и Харлан — младший.

### Политическая деятельность
Муж Веры, Харлан, стал вовлечён в государственную политику и в конечном итоге возглавил Республиканскую партию Южной Дакоты. Позже он занимал пост губернатора Южной Дакоты с 1939 по 1943 год. Тогда же Вера стала первой леди этого штата. Когда Харлана избрали в Сенат США в ноябре 1942 года, он работал в комитетах по правилам и финансам, а также в Федеральном округе Колумбия, в сельском и лесном хозяйстве и комитетах по делам индейцев. Бушфилд заработал репутацию ведущего изоляциониста и явного противника программ Нового курса Рузвельта.
В начале 1948 года Харлан Бушфилд объявил, что из-за плохого состояния здоровья он не будет добиваться переизбрания. 27 сентября 1948 года его не стало. Шестого октября, Губернатор Южной Дакоты Джордж Миклсон назначил Веру Бушфилд на его пост, чтобы заполнить неистёкший срок полномочий мужа. Сделано это было дабы «позволить кабинету покойного Харлана Бушфилда функционировать нормально и без перерыва». Он также добавил, что назначение было сделано «с пониманием того, что незадолго до возобновления работы 80-го Конгресса [Вера Бушфилд] подаст в отставку».
26 декабря 1948 года Бушфилд ушла в отставку, не став добиваться переизбрания. На посту её сменил Карл Мундт.